# Giorgio Alessandro di Meclemburgo-Strelitz
Giorgio Alessandro di Meclemburgo-Strelitz, (tedesco: Georg Alexander Michael Friedrich Wilhelm Franz Karl) (Remplin, 6 giugno 1859 – San Pietroburgo, 5 dicembre 1909), fu duca di Meclemburgo-Strelitz e maggiore dell'esercito russo.

## Biografia
Era il primo figlio maschio sopravvissuto di Giorgio Augusto di Meclemburgo-Strelitz, e di sua moglie, Ekaterina Michajlovna Romanova, figlia di Mikhail Aleksandrovič Romanov e nipote dello zar Paolo I di Russia.
Trascorse la sua infanzia tra il Palazzo Michajlovskij e il palazzo Oranienbaum.
Come da tradizione per i membri delle dinastie regnanti, Giorgio Alessandro intraprese la carriera militare. Dopo aver frequentato l'Università di Lipsia e di Strasburgo, nel 1902 fu nominato comandante delle guardie del Reggimento Dragoni, nel 1906 comandante della 1ª Brigata della 1ª divisione di fanteria, raggiungendo il grado di maggiore generale.
Sua nonna e sua madre gli trasmisero la passione per la musica. Nella casa della granduchessa Elena Pavlovna vi erano spesso noti compositori e interpreti virtuosi. Nel corso degli anni, Giorgio Alessandro fu un ottimo pianista e superbo suonatore di violoncello e anche appassionato di scrittura. Tra i suoi insegnanti vi erano Karl Jul'evič Davydov, Carl Reinecke, Gustav Jacobsthal. Nel 1896 compose il " Quartetto del duca di Meclemburgo". Gli spettacoli sono stati un grande successo, non solo nella capitale russa, ma anche all'estero.

## Matrimonio
Giorgio Alessandro si innamorò della damigella d'onore Natal'ja Feodorovna Vonlyarlyarskaya (1858-1921), figlia del consigliere di Stato, che prestò servizio presso il Ministero delle finanze. Nel 1889 andò in Germania per ottenere da suo zio Federico Guglielmo (1819-1904), il permesso di sposarla. Decise che in caso non avesse ottenuto il permesso avrebbe vissuto insieme a lei in Russia.
Il 2 febbraio 1890, dopo aver ricevuto il permesso, vennero celebrate le nozze. Natal'ja ricevette il titolo di contessa Karlivna. Ebbero quattro figli:
- Caterina (1891-1940), sposò Vladimir Gurevič Golicyn;
- Maria (1893-1979), sposò in prime nozze Boris Dmitrievič Golicyn e in seconde nozze il conte Vladimir Petrovič Kleinmichel (1901-1982);
- Natalia (1894-1913);
- Giorgio Alessandro (1899-1963).

## Ultimi anni e morte
Dopo la morte della madre, nel 1894, tutti i suoi averi, compreso il Palazzo Michajlovskij, passarono in possesso al fratello minore. Nel 1895, comprò una tenuta sul lungofiume Fontanka con il consenso dell'imperatore Nicola II. La casa divenne immediatamente meta per tutti coloro che erano appassionati di musica e arte.
Poco prima della rivoluzione, i discendenti presero la cittadinanza russa, ma mantennero il loro status dinastico.
Morì improvvisamente il 5 dicembre 1909. Fu sepolto nel parco dell'Oranienbaum.

## Ascendenza
|                                                 |                   |                                                             | Genitori                                                        |  |  | Nonni |  |  | Bisnonni                                   |  |  | Trisnonni                                                   |  |
|                                                 |                   |                                                             |                                                                 |  |  |       |  |  | Carlo II, Granduca di Meclemburgo-Strelitz |  |  | Duca Carlo Luigi Federico di Meclemburgo, Principe di Mirow |  |
|                                                 |                   |                                                             |                                                                 |  |  |       |  |  | Carlo II, Granduca di Meclemburgo-Strelitz |  |  | Duca Carlo Luigi Federico di Meclemburgo, Principe di Mirow |  |
|                                                 |                   | Principessa Elisabetta Albertina di Sassonia-Hildburghausen |                                                                 |  |  |       |  |  | Carlo II, Granduca di Meclemburgo-Strelitz |  |  |                                                             |  |
| Giorgio, Granduca di Meclemburgo-Strelitz       |                   |                                                             |                                                                 |  |  |       |  |  | Carlo II, Granduca di Meclemburgo-Strelitz |  |  |                                                             |  |
|                                                 |                   | Principessa Federica d'Assia-Darmstadt                      | Principe Giorgio Guglielmo d'Assia-Darmstadt                    |  |  |       |  |  |                                            |  |  |                                                             |  |
|                                                 |                   | Principessa Federica d'Assia-Darmstadt                      | Principe Giorgio Guglielmo d'Assia-Darmstadt                    |  |  |       |  |  |                                            |  |  |                                                             |  |
|                                                 |                   | Principessa Federica d'Assia-Darmstadt                      | Contessa Maria Luisa Albertina di Leiningen-Dagsburg-Falkenburg |  |  |       |  |  |                                            |  |  |                                                             |  |
| Duca Giorgio Augusto di Meclemburgo-Strelitz    |                   | Principessa Federica d'Assia-Darmstadt                      |                                                                 |  |  |       |  |  |                                            |  |  |                                                             |  |
|                                                 |                   | Langravio Federico d'Assia-Kassel                           | Federico II, Langravio d'Assia-Kassel                           |  |  |       |  |  |                                            |  |  |                                                             |  |
|                                                 |                   | Langravio Federico d'Assia-Kassel                           | Federico II, Langravio d'Assia-Kassel                           |  |  |       |  |  |                                            |  |  |                                                             |  |
|                                                 |                   | Langravio Federico d'Assia-Kassel                           | Principessa Maria di Gran Bretagna                              |  |  |       |  |  |                                            |  |  |                                                             |  |
| Principessa Maria di Assia-Kassel               |                   | Langravio Federico d'Assia-Kassel                           |                                                                 |  |  |       |  |  |                                            |  |  |                                                             |  |
|                                                 |                   | Principessa Carolina di Nassau-Usingen                      | Carlo Guglielmo, Principe di Nassau-Usingen                     |  |  |       |  |  |                                            |  |  |                                                             |  |
|                                                 |                   | Principessa Carolina di Nassau-Usingen                      | Carlo Guglielmo, Principe di Nassau-Usingen                     |  |  |       |  |  |                                            |  |  |                                                             |  |
|                                                 |                   | Principessa Carolina di Nassau-Usingen                      | Contessa Carolina Felicita di Leiningen-Dagsburg                |  |  |       |  |  |                                            |  |  |                                                             |  |
| Duca Giorgio Alessandro di Meclemburgo-Strelitz |                   | Principessa Carolina di Nassau-Usingen                      |                                                                 |  |  |       |  |  |                                            |  |  |                                                             |  |
|                                                 | Paolo I di Russia | Pietro III di Russia                                        |                                                                 |  |  |       |  |  |                                            |  |  |                                                             |  |
|                                                 | Paolo I di Russia | Pietro III di Russia                                        |                                                                 |  |  |       |  |  |                                            |  |  |                                                             |  |
|                                                 | Paolo I di Russia | Principessa Sofia di Anhalt-Zerbst Caterina II di Russia    |                                                                 |  |  |       |  |  |                                            |  |  |                                                             |  |
| Granduca Michail Pavlovič di Russia             | Paolo I di Russia |                                                             |                                                                 |  |  |       |  |  |                                            |  |  |                                                             |  |
|                                                 |                   | Duchessa Sofia Dorotea di Württemberg                       | Federico II Eugenio, Duca di Württemberg                        |  |  |       |  |  |                                            |  |  |                                                             |  |
|                                                 |                   | Duchessa Sofia Dorotea di Württemberg                       | Federico II Eugenio, Duca di Württemberg                        |  |  |       |  |  |                                            |  |  |                                                             |  |
|                                                 |                   | Duchessa Sofia Dorotea di Württemberg                       | Margravia Federica Dorotea di Brandeburgo-Schwedt               |  |  |       |  |  |                                            |  |  |                                                             |  |
| Granduchessa Ekaterina Michajlovna di Russia    |                   | Duchessa Sofia Dorotea di Württemberg                       |                                                                 |  |  |       |  |  |                                            |  |  |                                                             |  |
|                                                 |                   | Principe Paolo di Württemberg                               | Federico I di Württemberg                                       |  |  |       |  |  |                                            |  |  |                                                             |  |
|                                                 |                   | Principe Paolo di Württemberg                               | Federico I di Württemberg                                       |  |  |       |  |  |                                            |  |  |                                                             |  |
|                                                 |                   | Principe Paolo di Württemberg                               | Duchessa Augusta di Brunswick-Wolfenbüttel                      |  |  |       |  |  |                                            |  |  |                                                             |  |
| Principessa Carlotta di Württemberg             |                   | Principe Paolo di Württemberg                               |                                                                 |  |  |       |  |  |                                            |  |  |                                                             |  |
|                                                 |                   | Principessa Carlotta di Sassonia-Hildburghausen             | Federico, Duca di Sassonia-Altenburg                            |  |  |       |  |  |                                            |  |  |                                                             |  |
|                                                 |                   | Principessa Carlotta di Sassonia-Hildburghausen             | Federico, Duca di Sassonia-Altenburg                            |  |  |       |  |  |                                            |  |  |                                                             |  |
|                                                 |                   | Principessa Carlotta di Sassonia-Hildburghausen             | Duchessa Carlotta Giorgina di Meclemburgo-Strelitz              |  |  |       |  |  |                                            |  |  |                                                             |  |
|                                                 |                   | Principessa Carlotta di Sassonia-Hildburghausen             |                                                                 |  |  |       |  |  |                                            |  |  |                                                             |  |